# Oktant

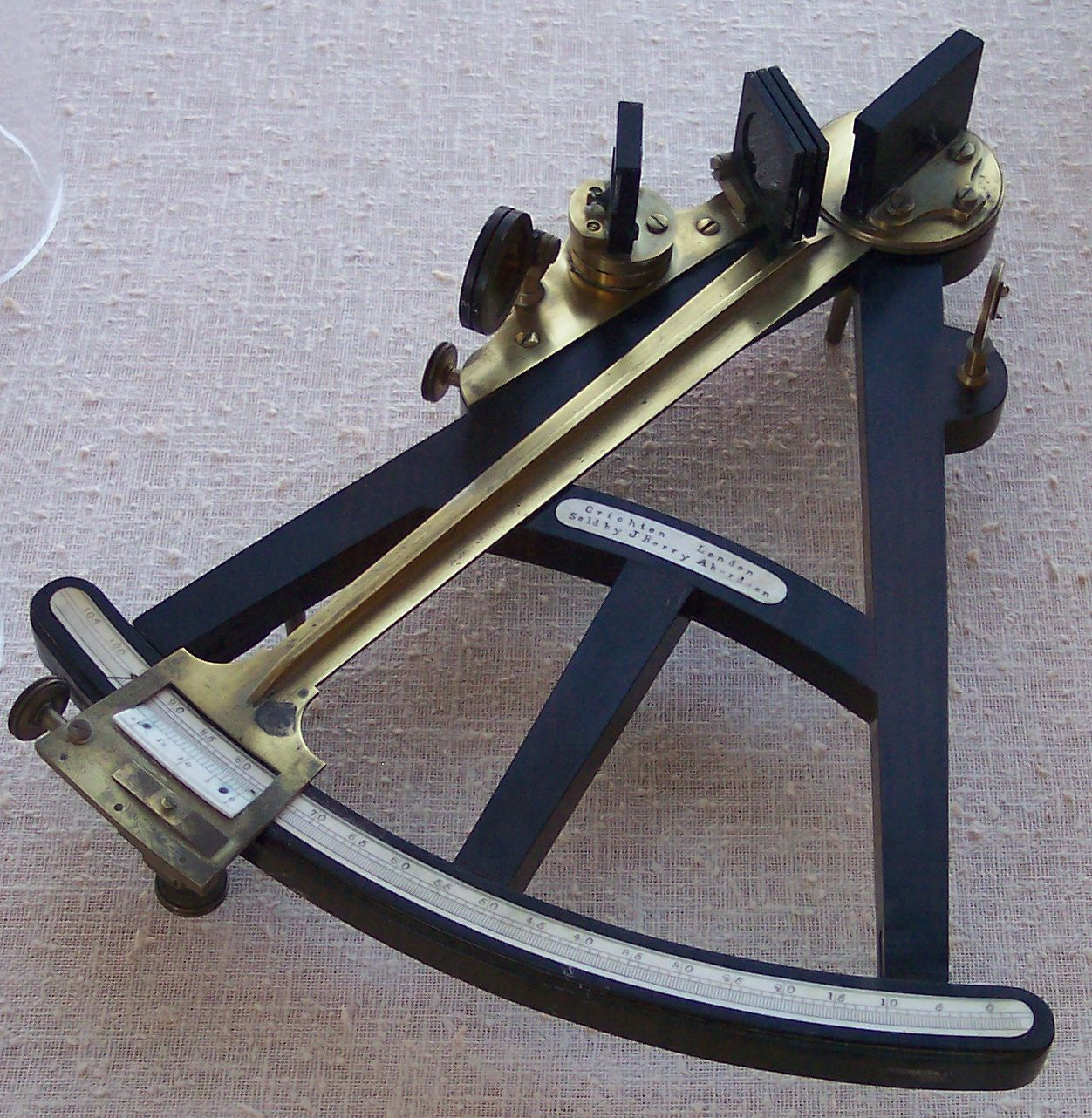
Oktant

Oktant – dawny przyrząd nawigacyjny do mierzenia wysokości ciał niebieskich nad horyzontem, a także kątów poziomych i pionowych między obiektami, o budowie zbliżonej do sekstantu, ale z kątomierzem (limbusem) stanowiącym wycinek jednej ósmej koła.
Oktant został wynaleziony i skonstruowany przez Johna Hadleya w 1730, a także, mniej więcej w tym samym czasie i niezależnie, przez Thomasa Godfreya.
Od nazwy tego przyrządu pochodzi nazwa gwiazdozbioru Oktant, nazwanego tak przez Nicolasa Louisa de Lacaille.